# Karl Aage Præst
Karl Aage Præst (Copenhague, 26 de fevereiro de 1922 - 19 de novembro de 2011) foi um futebolista dinamarquês, medalhista olímpico.

## Carreira
Karl Aage Præst fez parte do elenco medalha de bronze, nos Jogos Olímpicos de 1948. Jogando pela Juventus, foi vice-campeão mundial em 1951, na Copa Rio Internacional.

## Ligações Externas
- Perfil olímpico